# Hélène Perdrière
Hélène Perdrière (Asnières-sur-Seine, 17 aprile 1912 – Boulogne-Billancourt, 27 agosto 1992) è stata un'attrice francese.

## Biografia
Attrice teatrale e cinematografica francese, nel 1928 vinse il primo premio per la commedia al Conservatoire national supérieur d'art dramatique, entrando così fino al 1931 alla Comédie-Française, per ritornarvi nel 1952, fino al suo ritiro dalle scene nel 1973.

## Filmografia

### Cinema
- Le Roi des resquilleurs, regia di Pierre Colombier (1930)
- La foule hurle, regia di Jean Daumery e Howard Hawks (1932)
- Vecchio rubacuori (Mon coeur balance), regia di René Guissart (1932)
- Criminel, regia di Jack Forrester (1933)
- La miracolosa tragedia di Lourdes (La merveilleuse tragédie de Lourdes), regia di Henri Fabert (1933)
- Jeanne, regia di Georges Marret (1934)
- Le médecin malgré lui, regia di Pierre Weill - cortometraggio (1935)
- Gangster malgré lui, regia di André Hugon (1935)
- Le bébé de l'escadron, regia di René Sti (1935)
- La marmaille, regia di Dominique Bernard-Deschamps (1935)
- Trois de St Cyr, regia di Jean-Paul Paulin (1939)
- Papà Lebonnard (Le père Lebonnard), regia di Jean de Limur (1939)
- Jeux de femmes, regia di Maurice Cloche (1946)
- Le couple idéal, regia di Bernard-Roland e Raymond Rouleau (1946)
- Nuits d'alerte, regia di Léon Mathot (1946)
- Route sans issue, regia di Jean Stelli (1948)
- Il padrone delle ferriere (Le maître de forges), regia di Fernand Rivers (1948)
- Il grande vessillo (D'homme à hommes), regia di Christian-Jaque (1948)
- L'artiglio nero (Le mystère de la chambre jaune), regia di Henri Aisner (1949)
- Il vendicatore folle (Le parfum de la dame en noir), regia di Louis Daquin (1949)
- Rome Express, regia di Christian Stengel (1950)
- Les nouveaux maîtres, regia di Paul Nivoix (1950)
- Un certain monsieur, regia di Yves Ciampi (1950)
- Bassifondi di Shanghai (Mystère à Shanghai), regia di Roger Blanc (1950)
- Topaze, regia di Marcel Pagnol (1951)
- S.O.S. Lutezia (Si tous les gars du monde...), regia di Christian-Jaque (1955)
- Il fantasma della libertà (Le fantôme de la liberté), regia di Luis Buñuel (1974)

### Televisione
- Le jeu de l'amour et du hasard, regia di Marcel L'Herbier - film TV (1954)
- Un voyageur, regia di Georges Folgoas - film TV (1963)
- Une fille bien gardée, regia di Jean Pignol - film TV (1973)
- Nouvelles d'Henry James – serie TV, episodi 2x2 (1976)
- La belle vie, regia di Lazare Iglesis - film TV (1979)
- Les dossiers de l'écran – serie TV (1980)